# Para-me de Repente o Pensamento
Para-me de Repente o Pensamento (AO 1945: Pára-me de Repente o Pensamento) é um documentário português de 2014, realizado e escrito por Jorge Pelicano e produzido por Rosa Teixeira da Silva e Renata Amaro. A longa-metragem documenta o período de pesquisa e construção de personagem de Ângelo de Lima por Miguel Borges, enquanto o ator acompanha as rotinas dos utentes do Hospital Psiquiátrico Conde de Ferreira (Porto).
O filme foi apresentado no DocLisboa, a 23 de outubro de 2014. Nesse ano, foi galardoado com dois prémios do Festival International Signes de Nuit e três do Festival Caminhos do Cinema Português. Após a estreia em contexto de festival, em Portugal, Pára-me de Repente o Pensamento foi lançado nos cinemas a 7 de maio de 2015.

## Sinopse
Os delírios persecutórios do poeta e pintor Ângelo de Lima levam, em 1894, a que seja internado no Hospital de Alienados do Conde de Ferreira, atual Centro Hospitalar Conde de Ferreira, no Porto. Em 2014, um ator profissional tem de construir a personagem do artista para uma peça de teatro. Assim, decide passar duas semanas no mesmo hospital psiquiátrico onde Lima foi internado. Dedica-se, não só a conhecer os espaços, mas a tentar mergulhar no universo emocional e interior dos atuais utentes do hospital.
Durante esse período de pesquisa, ator e utentes partilham a mesma rotina hospitalar: conversas de corredor, as refeições, as sessões de terapia, as pausas para fumar, as contagens de moedas para o café. O ator profissional integra o grupo de teatro terapêutico, coordenado pelo professor João Pereira. O grupo, constituído por alguns dos utentes, está também a ensaiar uma peça, neste caso, de celebração dos 131 anos da instituição hospitalar, na qual interpretam figuras históricas que passaram pelo hospital, como o filho de Camilo Castelo Branco e a visita do Rei D. Manuel II. Paralelamente, o ator estuda e trabalha o poema Tédio, de Ângelo de Lima, publicado na revista Orpheu, que demonstra a interpretação do artista acerca da perturbação psicótica. No final de março, os utentes estreiam a sua peça nos espaços hospitalares.

## Elenco
- Alberto Silva;
- António Teixeira Abreu;
- Gabriela Botelho;
- João Pereira;
- Joaquim Carvalho;
- José Pedro;
- Rosa Guedes;
- Maria Arminda Teixeira;
- Manuel Torres;
- Miguel Borges.

## Equipa técnica
- Realização: Jorge Pelicano.
- Produtores executivos: Susana Santos e Ricardo Freitas.
- Produtoras: Rosa Teixeira da Silva e Renata Amaro.[11]
- Pesquisa: Rosa Teixeira da Silva.
- Direção de fotografia: Jorge Pelicano.
- Montagem: Pedro Mouzinho e Jorge Pelicano.
- Assistente de realização e som direto: Inês Rueff.
- Banda sonora original: Billyboom Sound Design - Irene Orta Cintado, com a colaboração de Frankie Chavez.[12]

## Produção

### Desenvolvimento
Em 2012, Jorge Pelicano deixou as suas ligações ao jornalismo e começou a trabalhar exclusivamente como realizador na produtora Até ao Fim do Mundo. Em outubro de 2013, dá-se início a um projeto transmedia envolvendo o Centro Hospitalar Conde Ferreira, a primeira construção de raiz para a psiquiatria em Portugal, que fora inaugurado a 24 de março de 1883 e preparava a celebração do seu 131º aniversário. O projeto seria constituído por quatro obras artísticas distintas e autónomas acerca de saúde mental. Pelicano justificou o seu envolvimento do seguinte modo: "Interessa-me, do ponto de vista cinematográfico, retratar lugares ou instituições desconhecidas. Os hospitais psiquiátricos fazem parte desse leque do desconhecido porque ao longo de décadas nunca foram espaços abertos à sociedade em geral e muito menos ao cinema". Para além de um documentário e de uma peça de teatro, este projeto resultou na publicação do livro Lugar de um Deus que me Livre, de Manuel Andrade, e uma exposição fotográfica de Miguel Rolo.
Para preparar a rodagem de Pára-me de Repente o Pensamento nas instalações hospitalares, para além da obtenção de autorizações de filmagem, Jorge Pelicano e a uma equipa reduzida (Rosa Silva, Renata Amaro e Inês Rueff) trabalharam sem câmaras no hospital, durante duas semanas, de modo a conhecer os utentes, ganhar a sua confiança e avaliar quem apresentaria características para ser personagem da narrativa documental. A equipa médica hospitalar acompanhou todo o processo de produção da obra, tendo fornecido a sua perspetiva clínica para garantir a proteção da integridade dos utentes. Foi acordado que o corte final do documentário teria de ser aprovado pela administração e comunidade médica do hospital.

### Rodagem
O período de gravações prolongou-se por três semanas, para além das duas de acompanhamento do ator Miguel Borges enquanto vivia no Centro Hospitalar Conde Ferreira, dedicado ao processo de construção de uma personagem. Borges descreveu a dureza emocional dos primeiros dias desta experiência: "tanto estava a rir à gargalhada como (…) tinha de refugiar de vez em quando para chorar". Apesar de ser um dos intervenientes principais do projeto, Miguel Borges pediu a Pelicano para que não fosse o protagonista das gravações. Segundo realizador, "a câmara segue a pesquisa que ele (Borges) fez dentro daquele espaço para a criação da peça de teatro. Mas não pretendi ser demasiado voyeur, dei espaço e solidão ao ator. Quando o deixava na intimidade do seu trabalho partia para juntos dos outros personagens – o Alberto e Abreu – retratando o seu dia-a-dia". Jorge Pelicano comentou também que a maior limitação na rodagem residir no facto de "a câmara não andar livre, o realizador não pode andar livre, se há uma censura também é minha".

## Temas e estética
Pára-me de repente o Pensamento ...

- Como que de repente refreado 

Na Douda Correria em que levado ...

- Anda em busca da paz, do esquecimento... 

Pára Surpreso... Escrutador... Atento

Como pára... um Cavalo Alucinado 

Ante um Abismo... ante seus pés rasgado...

Pára... e Fica... e Demora-se um Momento...

Vem trazido na Douda Correria

Pára à beira do Abismo e se demora 

E Mergulha na Noite, Escura e Fria 

Um olhar d'Aço que na Noute explora... 

- Mas a Espora da dor seu flanco estria...

 

- E Ele Galga... e Prossegue... sob a Espora!

O título do filme remete para o poema de Ângelo de Lima, publicado em 1915 na revista Orpheu.
O título do documentário demonstra essa referência por corresponder ao primeiro verso do soneto Tensão, de Ângelo de Lima. Ainda assim, na obra, a figura de Lima serve acima de tudo como um elo de ligação da perspetiva de cada utente sobre a sua própria vivência com a doença. A câmara de Pelicano procura essas perspetivas e dá espaço e tempo para que os utentes dialoguem acerca dos seus sintomas. Desencadeiam-se, inclusivamente, momentos de empatia que se os mesmo se auxiliam a compreender e aceitar a sua própria doença.
Um dos aspetos retratados pelo documentário é o estigma e a segregação sentidos pelos doentes psiquiátricos. A personagens mais presentes na narrativa, Abreu e Carvalho, demonstram um discurso organicista e de senso comum, estigmatizante acerca da esquizofrenia. Os utentes sentem-se excluídos do convívio social quer por uma barreira física (os muros do centro de internamento psiquiátrico) quer pelo imaginário social estigmatizador. Os seus diálogos demonstram também evidências de auto-estigma. Quando Joaquim Carvalho descreve as suas deslocações de transporte público, junto do motorista para evitar o contacto com passageiros, demonstra como os preconceitos da sociedade estão também internalizados pelo doente, levando a uma autodesvalorização e isolamento social.
Tanto o realizador Jorge Pelicano como o ator Miguel Borges, ao longo do documentário, investigam a figura do artista Ângelo de Lima com o objetivo de retratar a vivência da perturbação psicótica e a realidade dos doentes que são marginalizados por sofrer da mesma. Em entrevista, o realizador discutiu até que ponto a interpretação de Ângelo de Lima por Miguel Borges no terceiro ato do filme poderia reforçar o estigma acerca da loucura: "Quanto à loucura (...) interpretada pelo Miguel, não é uma loucura real, ou melhor, não é uma loucura atual. Era aquilo que sentia o Ângelo de Lima que o ator interpretou no filme. E isso, do meu ponto de vista, foi interessante ver, isto porque, permite comparar quais os comportamentos dos utentes no início do Século XX com os atuais, em grande parte graças à evolução dos fármacos e a introdução de novas terapias como o teatro".

## Distribuição
O documentário teve a sua estreia internacional, em contexto de competição no DocLisboa, a  23 de outubro de 2014. O lançamento comercial do filme salas de cinema portuguesas, a 7 de maio de 2015, foi marcado por uma sessão única no Teatro Nacional São João (Porto) com a presença do realizador e dos protagonistas. Nessa data, Pára-me de Repente o Pensamento esteve também em exibição no cinema City Alvalade (Lisboa) e no UCI Arrábida (Vila Nova de Gaia).
O documentário foi lançado em DVD a 3 de dezembro de 2016, numa sessão na FNAC Chiado que contou com a presença de Jorge Pelicano e Miguel Borges, bem como a projeção de uma versão curta de 60 minutos de Pára-me de Repente o Pensamento.

## Receção

### Audiência
Pára-me de Repente o Pensamento foi o documentário português mais visto nas salas de cinema portuguesas no seu ano de estreia. Totalizou 5.617 espectadores, o que correspondeu a uma receita de 24.850,76€.

### Participantes
Cumprindo o acordo com a administração e comunidade médica do hospital, Pára-me de Repente o Pensamento foi exibido primeiro aos pacientes retratados e aos médicos da unidade hospitalar, que vetaram a primeira versão. "Os médicos sentiram o filme pesado e com algumas sequências que poderiam ser mal interpretadas pelo público. Foi um risco que corri, estiquei a corda, perceber até onde podia ir e os médicos deram-me essa resposta" (Jorge Pelicano). Uma vez cumpridas as mudanças apontadas pelos técnicos, o segundo corte do filme foi aprovado.

### Crítica
Tal como com as anteriores obras do realizador, Pára-me de Repente o Pensamento teve uma receção mista no seio da crítica de cinema portuguesa, apesar do consenso de que este se tratava do melhor filme do realizador. João Estróia Vieira (Comunidade Cultura e Arte) defende que o filme "é um retrato em movimento, íntimo, pessoal e que nos dá a possibilidade de andar lado a lado com os pacientes daquela unidade hospitalar pelos antros mais escuros da doença". Em concordância, Rui Pedro Tendinha, no Diário de Notícias, escreve que o documentário representa uma "pedrada no charco no cinema documental português. Jorge Pelicano volta a filmar um tema sem o naturalismo do costume, volta a ensaiar um artificialismo estetizante cujos acabamentos técnicos são verdadeiramente irrepreensíveis". Edite Queiroz na plataforma Arte/factos elogia o filme, considerando-o "uma consagração absoluta" pela demonstração de rigor técnico e respeito pelos intervenientes. Numa crónica acerca do filme, Maria H. Viegas (Associação de Estudantes da Faculdade de Medicina de Lisboa) destaca a capacidade do realizador "de transmitir a realidade, sem manipulações".
Com uma opinião mais negativa, Tiago Resende (Cinema Sétima Arte) reconhece uma evolução positiva no realizador que perde alguns dos "vícios do formato televisivo", mas revela-se desiludido pelo foco na linha narrativa do ator Miguel Borges: "acaba por ser uma abordagem completamente desnecessária e chega até mesmo a irritar a presença do ator que, sendo ele um ser ‘normal’, ou seja, que não é doente, serve sempre como um elemento de comparação entre aqueles que são doentes mentais e os que não são. O realizador e o ator conseguem, ingenuamente, perder o respeito para com aqueles pacientes".Jorge Mourinha, na Ípsilon, defende a mesma ideia, considerando até que a presença de Miguel Borges prejudica o filme e reforça a estigmatização: "sempre que Borges está no écrã, e mesmo sem o querer, o filme deixa de ser sobre os internados, com o actor a servir de 'padrão de comparação' que volta a devolver àqueles à sua volta a ideia de serem 'outros'".

### Premiações
| Ano  | Premiação                              | Categoria                         | Trabalho                                                               | Resultado | Ref.          |
| ---- | -------------------------------------- | --------------------------------- | ---------------------------------------------------------------------- | --------- | ------------- |
| 2014 | Coimbra Caminhos do Cinema Português   | Grande prémio "Cidade de Coimbra" | Pára-me de Repente o Pensamento, Rosa Teixeira da Silva e Renata Amaro | Venceu    | [ 32 ] [ 33 ] |
| 2014 | Coimbra Caminhos do Cinema Português   | Prémio do público                 | Pára-me de Repente o Pensamento, Rosa Teixeira da Silva e Renata Amaro | Venceu    | [ 32 ] [ 33 ] |
| 2014 | Coimbra Caminhos do Cinema Português   | Melhor realizador                 | Jorge Pelicano                                                         | Venceu    | [ 32 ] [ 33 ] |
| 2014 | International Festival Signes de Nuit  | Prémio Signes                     | Pára-me de Repente o Pensamento, Rosa Teixeira da Silva e Renata Amaro | Venceu    | [ 34 ]        |
| 2015 | Festival de Cinema Odemira             | Melhor documentário               | Pára-me de Repente o Pensamento, Rosa Teixeira da Silva e Renata Amaro | Venceu    |               |
| 2016 | Sophia - Academia Portuguesa de Cinema | Melhor documentário               | Pára-me de Repente o Pensamento, Rosa Teixeira da Silva e Renata Amaro | Venceu    | [ 25 ]        |